# Craspedodictyum spathulatum
Craspedodictyum spathulatum là một loài dương xỉ trong họ Pteridaceae. Loài này được C.Chr.in A.C.Smith mô tả khoa học đầu tiên năm 1936.
Danh pháp khoa học của loài này chưa được làm sáng tỏ. 